# Liolaemus fuscus
Espèce
Synonymes
- Liolaemus erythrogaster Werner, 1898

Statut de conservation UICN

 LC  : Préoccupation mineure
Liolaemus fuscus est une espèce de sauriens de la famille des Liolaemidae.

## Répartition et habitat
Cette espèce est endémique au Chili où on la rencontre de la région du Biobío à la région de Coquimbo. On la trouve du niveau de la mer jusqu'à 1 900 m d'altitude. Elle vit dans la forêt sclérophylle.

## Description
C'est un saurien ovipare.

## Étymologie
Son nom d'espèce vient du latin fuscus qui signifie « sombre ».

## Publication originale
- Boulenger, 1885 : Catalogue of the lizards in the British Museum (Natural History) II. Iguanidae, Xenosauridae, Zonuridae, Anguidae, Anniellidae, Helodermatidae, Varanidae, Xantusiidae, Teiidae, Amphisbaenidae, Second edition, London, vol. 2, p. 1-497 (texte intégral).